# Berastegi
Berastegi is een gemeente in de Spaanse provincie Gipuzkoa in de regio Baskenland met een oppervlakte van 46 km². Berastegi telt 1.078 inwoners (1 januari 2016).